# Boxeri (vestimentație)

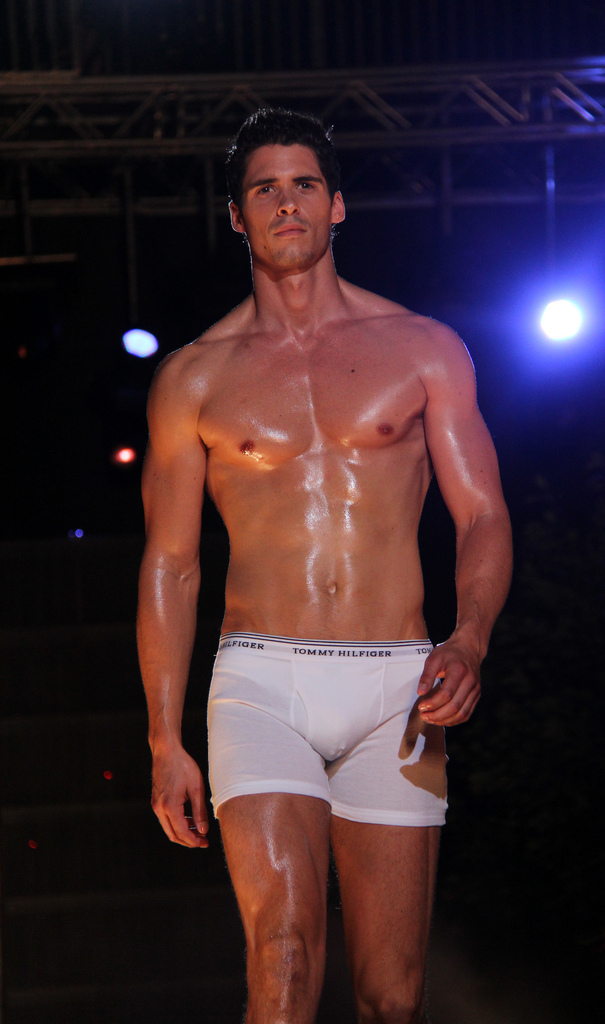
Bărbat purtând boxeri

Boxerii sunt un tip de îmbrăcăminte tipic purtat de obicei de bărbați.
Termenul a fost folosit în limba engleză începând cu anul 1944 pentru pantaloni scurți elastici, numiți astfel după pantalonii scurți purtați cu scopul de a fi nestingherită mișcarea piciorului. Boxerii vin într-o varietate de stiluri și design.

## Istoric
În 1925, Jacob Golomb, fondatorul Everlast, a proiectat pantaloni scurți elastici, purtați apoi ca boxeri. Acești pantaloni scurți au devenit imediat celebri, însă mai târziu au fost eclipsați de popularii chiloți bărbătești de tip Jockey, începând cu sfârșitul anilor 1930. În jurul anului 1947, pantalonii de tip boxeri au început să câștige din nou popularitate. 
În 1985, în S.U.A., chiloții pentru bărbați erau mai populari decât boxerii, având de patru ori mai multe vânzări în comparație cu boxerii. În jurul acelui an, acești boxeri începuseră să devină populari în rândul tinerilor care purtau boxeri scurți cu culori și amprente variate. Boxerii au avut un impuls de modă în 1985, când modelul și muzicianul britanic Nick Kamen s-a dezbrăcat cu boxeri albă într-un stil "Launderette" din anii 1950, într-o reclamă a lui Levi.

## Design
Boxerii sunt disponibili în culori albe sau pasteluri diverse, și vin de asemenea într-o mare varietate de modele și printuri; Modelele tradiționale includ motive geometrice, carouri și dungi verticale. Boxerii sunt produși folosind diverse materiale, printre care bumbacul, bumbacul în amestec cu poliester, satin sau mătase.

## Boxerii feminini
Boxerii feminini au apărut pe piață în ultimii ani. Ei sunt adesea purtați ca lenjerie de corp. Diferă de boxerii bărbătești prin faptul că sunt de obicei mai lungi.